# Liste der Nummer-eins-Hits in der Schweiz (1973)
Dies ist eine Liste der Nummer-eins-Hits in der Schweiz im Jahr 1973. Sie basiert auf den Top 10 Singles der offiziellen Schweizer Hitparade. Es gab in diesem Jahr neun Nummer-eins-Singles.

## Singles
| ← 1972 ← | Liste der Nummer-eins-Hits in der Schweiz | Liste der Nummer-eins-Hits in der Schweiz | Liste der Nummer-eins-Hits in der Schweiz                                                                   | 1974 →                    |
| \| Zeitraum \| Wo. ges. \| Interpret \| Titel Autor(en) \| Zusätzliche Informationen \| \| (Zeitraum, Wochen auf Platz eins, Interpret, Titel, Autor[en], zusätzliche Informationen) \| \| \| \| \| \| ----------------------------------------------------------------------------------------- \| -------- \| ------------------------- \| ----------------------------------------------------------------------------------------------------------- \| ------------------------- \| \| 21. November 1972 – 22. Januar 1973 9 Wochen \| 9 \| The Les Humphries Singers \| Mexico Les Humphries, Jimmy Driftwood \| – \| \| 23. Januar 1973 – 26. Februar 1973 5 Wochen \| 5 \| Monica Morell \| Ich fange nie mehr was an einem Sonntag an Musik: Pepe Ederer; Text: Gerd Gudera \| – \| \| 27. Februar 1973 – 19. März 1973 3 Wochen \| 3 \| Elton John \| Crocodile Rock Elton John, Bernie Taupin \| – \| \| 20. März 1973 – 23. April 1973 5 Wochen \| 5 \| The Les Humphries Singers \| Mama Loo Les Humphries, James Robert Bilsbury \| – \| \| 24. April 1973 – 11. Juni 1973 7 Wochen \| 7 \| Bernd Clüver \| Der Junge mit der Mundharmonika José Fernando Arbex Miró; deutscher Text: Peter Orloff \| – \| \| 12. Juni 1973 – 11. September 1973 13 Wochen \| 13 \| Demis Roussos \| Goodbye, My Love, Goodbye Klaus Munro, Mario Panas \| – \| \| 12. September 1973 – 23. Oktober 1973 6 Wochen \| 6 \| Suzi Quatro \| Can the Can Nicky Chinn, Michael Donald Chapman \| – \| \| 24. Oktober 1973 – 20. November 1973 4 Wochen \| 4 \| The Rolling Stones \| Angie Mick Jagger, Keith Richard \| – \| \| 21. November 1973 – 21. Februar 1974 13 Wochen \| 13 \| Lobo \| I’d Love You to Want Me Musik: Roland Kent Lavoie, Jose Angel Ramon Robles Ramalho; Text: Roland Ken Lavoie \| – \| |                                           |                                           | |                           |
| ← 1972 |                                           |                                           | | → 1974 →                  |
| Zeitraum | Wo. ges.                                  | Interpret                                 | Titel Autor(en)                                                                                             | Zusätzliche Informationen |
| (Zeitraum, Wochen auf Platz eins, Interpret, Titel, Autor[en], zusätzliche Informationen) |                                           |                                           | |                           |
| 21. November 1972 – 22. Januar 1973 9 Wochen | 9                                         | The Les Humphries Singers                 | Mexico Les Humphries, Jimmy Driftwood                                                                       | –                         |
| 23. Januar 1973 – 26. Februar 1973 5 Wochen | 5                                         | Monica Morell                             | Ich fange nie mehr was an einem Sonntag an Musik: Pepe Ederer; Text: Gerd Gudera                            | –                         |
| 27. Februar 1973 – 19. März 1973 3 Wochen | 3                                         | Elton John                                | Crocodile Rock Elton John, Bernie Taupin                                                                    | –                         |
| 20. März 1973 – 23. April 1973 5 Wochen | 5                                         | The Les Humphries Singers                 | Mama Loo Les Humphries, James Robert Bilsbury                                                               | –                         |
| 24. April 1973 – 11. Juni 1973 7 Wochen | 7                                         | Bernd Clüver                              | Der Junge mit der Mundharmonika José Fernando Arbex Miró; deutscher Text: Peter Orloff                      | –                         |
| 12. Juni 1973 – 11. September 1973 13 Wochen | 13                                        | Demis Roussos                             | Goodbye, My Love, Goodbye Klaus Munro, Mario Panas                                                          | –                         |
| 12. September 1973 – 23. Oktober 1973 6 Wochen | 6                                         | Suzi Quatro                               | Can the Can Nicky Chinn, Michael Donald Chapman                                                             | –                         |
| 24. Oktober 1973 – 20. November 1973 4 Wochen | 4                                         | The Rolling Stones                        | Angie Mick Jagger, Keith Richard                                                                            | –                         |
| 21. November 1973 – 21. Februar 1974 13 Wochen | 13                                        | Lobo                                      | I’d Love You to Want Me Musik: Roland Kent Lavoie, Jose Angel Ramon Robles Ramalho; Text: Roland Ken Lavoie | –                         |

## Jahreshitparade
| ← 1972 ← | Liste der Nummer-eins-Hits in der Schweiz                                                           | Liste der Nummer-eins-Hits in der Schweiz | Liste der Nummer-eins-Hits in der Schweiz | 1974 →   |
| \| Position# \| Singles \| \| --------- \| --------------------------------------------------------------------------------------------------- \| \| 1 \| Goodbye, My Love, Goodbye Demis Roussos Klaus Munro, Mario Panas \| \| 2 \| Angie The Rolling Stones Mick Jagger, Keith Richard \| \| 3 \| Der Junge mit der Mundharmonika Bernd Clüver José Fernando Arbex Miró; deutscher Text: Peter Orloff \| \| 4 \| Can the Can Suzi Quatro Nicky Chinn, Michael Donald Chapman \| \| 5 \| Get Down Gilbert O’Sullivan Raymond Edward O’Sullivan \| \| 6 \| Mama Loo The Les Humphries Singers Les Humphries, James Robert Bilsbury \| \| 7 \| Crocodile Rock Elton John Elton John, Bernie Taupin \| \| 8 \| Ich fange nie mehr was an einem Sonntag an Monica Morell Musik: Pepe Ederer; Text: Gerd Gudera \| \| 9 \| Die Bouzouki klang durch die Sommernacht Vicky Leandros Ralf Arnie, Klaus Munro, Mario Panas \| \| 10 \| 48 Crash Suzi Quatro Nicky Chinn, Michael Donald Chapman \| | |                                           |                                           |          |
| ← 1972 | |                                           |                                           | → 1974 → |
| Position# | Singles                                                                                             |                                           |                                           |          |
| 1 | Goodbye, My Love, Goodbye Demis Roussos Klaus Munro, Mario Panas                                    |                                           |                                           |          |
| 2 | Angie The Rolling Stones Mick Jagger, Keith Richard                                                 |                                           |                                           |          |
| 3 | Der Junge mit der Mundharmonika Bernd Clüver José Fernando Arbex Miró; deutscher Text: Peter Orloff |                                           |                                           |          |
| 4 | Can the Can Suzi Quatro Nicky Chinn, Michael Donald Chapman                                         |                                           |                                           |          |
| 5 | Get Down Gilbert O’Sullivan Raymond Edward O’Sullivan                                               |                                           |                                           |          |
| 6 | Mama Loo The Les Humphries Singers Les Humphries, James Robert Bilsbury                             |                                           |                                           |          |
| 7 | Crocodile Rock Elton John Elton John, Bernie Taupin                                                 |                                           |                                           |          |
| 8 | Ich fange nie mehr was an einem Sonntag an Monica Morell Musik: Pepe Ederer; Text: Gerd Gudera      |                                           |                                           |          |
| 9 | Die Bouzouki klang durch die Sommernacht Vicky Leandros Ralf Arnie, Klaus Munro, Mario Panas        |                                           |                                           |          |
| 10 | 48 Crash Suzi Quatro Nicky Chinn, Michael Donald Chapman                                            |                                           |                                           |          |